# Botânico
Botânico (do grego botanikós, «das plantas») ou Biólogo Vegetal é o profissional  habilitado por seu conselho de classe, no  caso dos graduados em Ciências Biológicas (Biologia) ou também pesquisadores de outras áreas como Agronomia ou Engenharia Florestal pós-graduados em biologia vegetal. É o profissional apto segundo o Conselho Federal de Biologia,  à trabalhar em gestão de jardins botânicos, melhoramento genético de plantas, produção de mudas, paisagismo, Inventário, Manejo e Produção de Espécies da Flora Nativa e Exótica, Inventário, Manejo e Conservação da Vegetação e da Flora  além de outras áreas da biologia vegetal aplicada e  da própria biologia geral. Também pode  desempenhar pesquisas científicas envolvendo plantas em diversas áreas, tais como anatomia vegetal, fisiologia vegetal, taxonomia e sistemática vegetal, biologia da reprodução e polinização, etnobotânica, farmacobotânica, ecologia vegetal e outras áreas relacionadas ao estudo das plantas.

## Áreas em que o botânico (biólogo vegetal) pode atuar
- Área acadêmica de ensino nas áreas acima citadas;
- Laboratório de pesquisa;
- Jardim botânico;
- Empresas especializadas na criação e no cultivo de plantas;
- Horticultura;
- Nutrição vegetal;
- Cultura de tecidos de plantas;
- Biotecnologia vegetal
- Crescimento e desenvolvimento vegetal;
- Fitopatologia;
- Ecologia vegetal;
- Bioquímica de plantas;
- Entre outras.